# Anthophora balearica
Anthophora balearica är en biart som först beskrevs av Heinrich Friese 1896.  Anthophora balearica ingår i släktet pälsbin, och familjen långtungebin. Inga underarter finns listade i Catalogue of Life.